# Lorbeer (Fernsehpreis)
Der Lorbeer war ein Preis des DDR-Fernsehens. Er wurde seit etwa 1963 in Gold, Silber und Bronze vergeben.

## Geschichte
Spätestens seit 1963 wurden Goldene, Silberne und Bronzene Lorbeeren durch den Deutschen Fernsehfunk der DDR verliehen. Diese erhielten vor allem einzelne Schauspieler und Regisseure, sowie Filmproduktionen, (manchmal auch von DEFA oder Hochschulfilmen), seltener Drehbuchautoren,  Funktionäre oder Organisationen.
Der Preis wurde in unregelmäßigen Abständen verliehen, manchmal auch zu konkreten Anlässen, wie Geburtstagen. Seit etwa 1982 war das Staatliche Komitee für Fernsehen beim Ministerrat der DDR der offizielle Organisator.
Der Lorbeer des Fernsehens der DDR ist zu unterscheiden vom Zuschauer-Lorbeer, der jährlich von der Berliner Zeitung und / oder der FF Dabei ermittelt wurde.

## Preisträger (Auswahl)
1963
Silber
- Georg Honigmann, Autor

1965
Gold
- Blanche Kommerell, als „Jugendlicher Charakterdarsteller“

Silber
- Herbert Köfer, Schauspieler
- Annekathrin Bürger, Schauspielerin
- Inge Keller, Schauspielerin
- Wolf unter Wölfen, DEFA-Film, mit Armin Mueller-Stahl[1]

(unbekannte Form)
- Fernsehen der Vereinigten Arabischen Republik (Ägypten und Syrien)[2]

1966
Gold
- Arnold Zweig, Schriftsteller, für verschiedene Filme[3]
- Gerhart Eisler, Vorsitzender des Staatlichen Rundfunkkomitees, zu seinem 69. Geburtstag[4]
- Ursula und Michael Tschesno-Hell, Drehbuchautoren des DEFA-Films Die Mutter und das Schweigen[5]

Silber
- Wolfgang Luderer, Regisseur von Die Mutter und das Schweigen
- Erika Dunkelmann, Schauspielerin in Die Mutter des Schweigens
- Herbert Schauer, Autor
- DEFA-Studio für Dokumentarfilme, zum 20-jährigen Bestehen[6]
- Tip des Fischkochs, Kochsendung

1969
Gold
- Schwermaschinenbau-Kombinat „Ernst Thälmann“ in Magdeburg, für Unterstützung des Films Krupp und Krause

1970
Gold
- Erich Mielke, Minister für Staatssicherheit

1971
Gold
- Sechste Flottille der Volksmarine, für ausgezeichnete Unterstützung des Fernsehfilms „Rottenknechte“

1976
Gold
- Gisela Hermann, Fernsehkritikerin der Berliner Zeitung[7]

1977
Gold
- Erwin Geschonneck, Schauspieler
- Puhdys, Rockband

1978
Silber
- Lasset die Kindlein…, Hochschulabschlussfilm von Evelyn Schmidt

1979
Gold
- Christine van Santen, Schauspielerin

1981
Gold
- Herbert Kegel, Musikwissenschaftler, für große Verdienste um die Popularisierung

1982
Gold
- Herbert Eckert, Kameramann[8]

1984
- Kurt Masur, Gewandhauskapellmeister in Leipzig[9]

1985
Gold
- Ulrich Thein, für Hauptrolle in Die Weihnachtsklempner
- Lilo Gruber, Choreographin

1986
- Redaktion der kirchlichen Sendungen im 2. DDR-Fernsehen[10]

1987
Gold
- Ulrich Thein, für Hauptrolle in Johann Sebastian Bach

Weitere
- Kurt Drummer, zweimal Gold
- Hansjürgen Hürrig, Gold
- Helga Piur, zweimal Gold, zweimal Silber
- Wolfgang Schwarze, Gold und Silber

- Antje Straßburger, Bronze, (1985 oder 1986)
- Bruno Winzer, Silber
- Lydia Wolgina, Balletttänzerin, Silber

## Preis
Der Lorbeer bestand aus einem kleinen Fernseher aus Meißner Porzellan (etwa 3,8 × 4,8 cm) mit der Aufschrift Deutscher Fernsehfunk und dem Abbild des Brandenburger Tors auf der Vorderseite und dem Spruch Sei stolz darauf und denke dran, dass Lorbeer auch verwelken kann auf der Rückseite.
Dieser war in einem Gestell aus Metalldraht befestigt, das auf einem Sockel aus Meißner Porzellan angebracht war. Oben war ein Lorbeerblatt in versilbertem Gold (853), Silber (900) oder Bronze aufgesetzt.
Dazu gab es eine Urkunde mit dem Namen des Preisträgers in einer roten Mappe.
Der Preis war nicht dotiert.
Einige Lorbeeren sind im Antiquitätenhandel oder auf Flohmärkten erhältlich.